# تالامانكا (برشلونة)
بلدية طلمنكة (بالكاتالانية: Talamanca) (نقحرة: تالامناكا) هي إحدى بلديات مقاطعة برشلونة, والتي تقع في منطقة قطلونية، شرق إسبانيا. يبلغ عدد سكانها 140 نسمة وفقاً لإحصائية سنة (2007).